# 奇尼塞洛巴爾薩莫
奇尼塞洛巴爾薩莫（義大利語：Cinisello Balsamo）是位於義大利北部倫巴第大區米蘭廣域市的市镇。地處米蘭東北10公里處。有人口約7.4萬人。